# Alessandro Plizzari
Alessandro Plizzari est un footballeur italien né le 12 mars 2000. Il évolue au poste de gardien de but à Delfino Pescara.

## Biographie

### En club
Il est un pur produit de l'académie de l'AC Milan. Lors de la saison 2017-2018, il est prêté au Ternana UC, club de Serie B. 

### En sélection
Avec les moins de 17 ans, il participe au championnat d'Europe des moins de 17 ans en 2016. Lors de cette compétition, il officie comme gardien titulaire et joue trois matchs, contre la Serbie, les Pays-Bas, et l'Espagne.
Avec les moins de 19 ans, il participe au championnat d'Europe des moins de 19 ans en 2018. Lors de cette compétition, il officie une nouvelle fois comme gardien titulaire et prend part à cinq matchs, encaissant un total de sept buts. L'Italie s'incline en finale face au Portugal, après prolongation.

## Palmarès
- Finaliste du championnat d'Europe des moins de 19 ans en 2018 avec l'équipe d'Italie des moins de 19 ans